# Куп Милан Цига Васојевић 2018.
Куп Милан Цига Васојевић је 2018. одржан по дванаести пут као национални кошаркашки куп Србије. Домаћин завршног турнира била је Бања Ковиљача 16. и 17. марта 2018. године.

## Учесници
На завршном турниру учествује укупно 4 клуба, а право учешћа клуб може стећи по једном од два основа:
- Као једна од три најбоље пласираних екипа на крају првог дела такмичења у Првој лиги Србије 2017/18.
  - По овом основу пласман су обезбедили Црвена звезда, Партизан и Краљево

- Као освајач Купа КСС:
  - По овом основу пласман је обезбедио Радивој Кораћ.

## Дворана
| Бања Ковиљача                 | Бања КовиљачаКуп Милан Цига Васојевић 2018. на карти Србије |
| Спортска хала Вера Благојевић | Бања КовиљачаКуп Милан Цига Васојевић 2018. на карти Србије |
| Капацитет: ?                  | Бања КовиљачаКуп Милан Цига Васојевић 2018. на карти Србије |
|                               | Бања КовиљачаКуп Милан Цига Васојевић 2018. на карти Србије |

## Полуфинале
| 16. 3. 2018. 17:00 | Извештај | Црвена звезда                                                       | 72 : 58 | Краљево                            | Бања Ковиљача Гледаоци: 450 Судије: Јечена СМиљанић, Дејан Савић, Стефан Цалић |  |
| 16. 3. 2018. 17:00 | Извештај | Четвртине: 22-13, 16-11, 12-18, 22-16                               |         |                                    | Бања Ковиљача Гледаоци: 450 Судије: Јечена СМиљанић, Дејан Савић, Стефан Цалић |  |
| 16. 3. 2018. 17:00 | Извештај | Поени: Богићевић 20 Скокови: Богићевић 9 Асистенције: Стјепановић 6 |         | Бајић, Катић 16 Али Шај 24 Бајић 6 | Бања Ковиљача Гледаоци: 450 Судије: Јечена СМиљанић, Дејан Савић, Стефан Цалић |  |

| 16. 3. 2018. 20:00 | Извештај | Партизан                                                           | 71 : 67 | Радивој Кораћ                       | Бања Ковиљача Гледаоци: 300 Судије: Јасмина Јурас, Ивана Ивановић, Андрија Димовски |  |
| 16. 3. 2018. 20:00 | Извештај | Четвртине: 17-19, 22-16, 17-16, 15-16                              |         |                                     | Бања Ковиљача Гледаоци: 300 Судије: Јасмина Јурас, Ивана Ивановић, Андрија Димовски |  |
| 16. 3. 2018. 20:00 | Извештај | Поени: Степановић 21 Скокови: Степановић 7 Асистенције: Митровић 6 |         | Томашевић 27 Турудић 6 Марјановић 4 | Бања Ковиљача Гледаоци: 300 Судије: Јасмина Јурас, Ивана Ивановић, Андрија Димовски |  |

## Финале
| 17. 3. 2018. 19:00 | Извештај | Црвена звезда                                                       | 61 : 68 | Партизан                    | Бања Ковиљача Гледаоци: 1.200 Судије: Јасмина Јурас, Јелена Смиљанић, Дејан Савић |  |
| 17. 3. 2018. 19:00 | Извештај | Четвртине: 21-24, 17-18, 19-12, 4-14                                |         |                             | Бања Ковиљача Гледаоци: 1.200 Судије: Јасмина Јурас, Јелена Смиљанић, Дејан Савић |  |
| 17. 3. 2018. 19:00 | Извештај | Поени: Катанић 13 Скокови: Стјепановић 6 Асистенције: Стјепановић 4 |         | Матић 30 Матић 16 Клаусен 5 | Бања Ковиљача Гледаоци: 1.200 Судије: Јасмина Јурас, Јелена Смиљанић, Дејан Савић |  |

| Освајач Купа Милан Цига Васојевић 2018. |
| --------------------------------------- |
| ЖКК Партизан 3. титула.                 |